# 扎比内·赫斯
扎比内·赫斯（德語：Sabine Heß，1958年10月1日—），德国女子赛艇运动员。她曾代表东德参加1976年夏季奥林匹克运动会赛艇比赛，获得女子四人单桨有舵手金牌。